# 黒田長邦
黒田 長邦（くろだ ながくに）は、筑前国秋月藩の第5代藩主。
第4代藩主・黒田長貞の長男。母は上杉綱憲の娘・豊子。官位は従五位下、当初河内守を称したが、宝暦5年（1755年）甲斐守と改めている。

## 略伝
江戸にて生まれた。元文2年12月5日元服し、父長貞のかねての願いによって同16日に従五位下に叙せられた。宝暦4年（1754年）、父の死去により家督を継ぐ。本家世子黒田重政が江戸城に登城、東叡山に参詣する際には多く随行し、また名代を務めた。このほか重政に祝事がある際には決まって重要な役目を担っている。藩政では特に見るところも無く、宝暦12年（1762年）2月23日に江戸にて死去した。享年41。死後、家督は嫡男の長恵が継いだ。

## 系譜
父母
- 黒田長貞（父）
- 豊子 - 上杉綱憲の娘（母）

正室
- 正姫、玉津院 - 黒田継高の娘

側室
- 降旗氏

子女
- 黒田長恵（長男） 生母は玉津院
- 永姫 - 松平近貞正室
- 艶姫 - 保科正率正室
- 此子 - 山崎義俊正室